# Capital Gate
 (juin 2025).
Si vous disposez d'ouvrages ou d'articles de référence ou si vous connaissez des sites web de qualité traitant du thème abordé ici, merci de compléter l'article en donnant les références utiles à sa vérifiabilité et en les liant à la section « Notes et références ».
Capital Gate est un gratte-ciel de 160 mètres de hauteur construit à Abou Dabi de 2008 à 2010. Son architecte est l'agence britannique RMJM.
L'immeuble abrite des bureaux et un hôtel.
Le bâtiment fait avec la verticale un angle de 18°.
C'est aussi le bâtiment le plus penché du monde, plus que la Tour de Pise.

## Fondation
La structure repose sur une fondation de 490 pieux qui ont été forés à 30 mètres (98 pieds) sous le sol. Les pieux profonds assurent la stabilité contre les vents forts, l'attraction gravitationnelle et les pressions sismiques qui surviennent en raison de l'inclinaison du bâtiment. Sur les 490 pieux, 287 mesurent 1 mètre (3 pieds 3 pouces) de diamètre et 20 à 30 mètres (66 à 98 pieds) de profondeur, et 203 mesurent 60 centimètres (24 pouces) de diamètre et 20 mètres (66 pieds) de profondeur. Les 490 pieux sont coiffés ensemble à l'aide d'un tapis de béton densément armé reposant sur près de 2 mètres (6,6 pieds) de profondeur. Certains des pieux n'ont été initialement comprimés que pendant la construction pour soutenir les étages inférieurs du bâtiment. Maintenant, ils sont en tension car une contrainte supplémentaire causée par le porte-à-faux a été appliquée.

## Noyau de la structure
Le noyau de la porte de la capitale a été construit à l'aide de coffrages sautants, également appelés coffrages grimpants. Le noyau central en béton devait être spécialement conçu pour tenir compte des immenses forces créées par l'angle d'élévation ou la cambrure du bâtiment. Le noyau contient 15 000 mètres cubes (20 000 verges cubes) de béton renforcé avec 10 000 tonnes métriques d'acier et utilise une post-tension verticale et a été construit avec une pré-cambrure verticale. Cette pré-cambrure signifie que le noyau a été construit avec une légère inclinaison opposée. Au fur et à mesure que chaque plancher était installé, le poids des planchers et du système de grille diagonale, ou diagrid, tirait le noyau et le redressait lentement. Le noyau contient 146 tendons verticaux en acier, chacun de 20 mètres (66 pieds) de long, qui sont utilisés pour la post-tension.

## Superstructure
Compte tenu de l'inclinaison de 18° du bâtiment, la construction a nécessité deux systèmes de sommiers : un sommier externe définissant la forme de la tour et un sommier interne relié au noyau central par huit éléments structuraux uniques à goupille. Le sommier extérieur comprend 720 sections de formes variées, car il est basé sur la direction dans laquelle la tour s'incline. La grille externe supporte le poids du sol tandis que le diagrid interne se connecte à l'externe et transfère la charge au noyau, éliminant ainsi le besoin de colonnes dans le sol.

## Architecture et conception
Le bâtiment dispose d'un sommier spécialement conçu pour absorber et canaliser les forces créées par le vent et les charges sismiques, ainsi que la pente de Capital Gate. Capital Gate est l'un des rares bâtiments diagrid au monde. D'autres incluent le 30 St Mary Axe (Gherkin) de Londres, la Hearst Tower de New York et le stade national de Pékin.
Capital Gate a été conçu par le cabinet d'architectes RMJM et a été achevé en 2011. La tour comprend 16 000 mètres carrés (170 000 pieds carrés) de bureaux et l'hôtel Andaz aux étages 18 à 33.